# Kálmán
A Kálmán török eredetű régi magyar személynév. Jelentése: maradék, életben maradt.
Czuczor Gergely és Fogarasi János szerint „Eredeti magyar név, mely más népeknél elé nem fordúl. Talán Kármán vagy Kermán persa tartomány- avagy várostól, még az ős időben vette eredetét. Innen kálmán-körte néhutt: kármánkörte.” A perzsa قهرمان (qahremân) szó jelentése bajnok, hős stb.

## Gyakorisága
Az 1990-es években ritka név, a 2000-es években nem szerepel a 100 leggyakoribb férfinév között.

## Névnap
- október 13.[2]

## Híres Kálmánok
- Antos Kálmán zeneszerző, egyházkarnagy, orgonista, zenepedagógus
- Benda Kálmán történész, akadémikus
- Csiha Kálmán református püspök
- Darányi Kálmán udvari tanácsos
- Darányi Kálmán politikus, miniszterelnök
- Deli Kálmán földesúr
- Gyimesi Kálmán operaénekes
- Hazai Kálmán olimpiai bajnok vízilabdázó
- Kandó Kálmán mérnök
- Kálmán magyar király
- Kittenberger Kálmán Afrika-kutató, zoológus, vadász, író
- Kovács Kálmán válogatott labdarúgó
- Latabár Kálmán színművész
- Markovits Kálmán kétszeres olimpiai bajnok vízilabdázó, edző
- Mészöly Kálmán válogatott labdarúgó, szövetségi kapitány
- Mikszáth Kálmán író
- Parádi Kálmán zoológus, tanár
- Pataky Kálmán operaénekes
- Széll Kálmán politikus, miniszterelnök
- Thaly Kálmán történész, politikus
- Tisza Kálmán politikus

### Uralkodók
- Könyves Kálmán magyar király
- Kálmán herceg, II. András király és Gertrúd királyné fia

## Egyéb Kálmánok
- Ripka Kálmán, amatőr színész (Kecskemét, 1994), a TV2 Jóban Rosszban szappanoperájának ifjú sztárja

### Földrajzi nevekben
- Kálmánháza